# Caridina rouxi
Caridina rouxi is een garnalensoort uit de familie van de Atyidae. De wetenschappelijke naam van de soort is voor het eerst geldig gepubliceerd in 1915 door De Man.